# Romeo Castellucci
Romeo Castellucci, född 4 augusti 1960 i Cesena i Emilia Romagna, är en italiensk teaterregissör, scenograf och dramatiker.

## Biografi
Romeo Castellucci studerade först lantbruk men växlade till att studera till konstnär och scenograf och har examen från  Accademia di belle arti i Bologna. 1981 var han med och grundade teatergruppen Societas Raffaello Sanzio vars konstnärlige ledare han varit sedan starten. Romeo Castelluccis teater är influerad av bildkonsten, texten träder ofta i bakgrunden till förmån för bild och ljud. Mellan 2001 och 2005 drevs projektet Tragedia Endogonidia som inbegrep en totalteaterföreställning som förändrades för varje stad där den spelades. Societas Raffaello Sanzio har turnerat till över femtio länder och har blivit inbjudna till prestigefyllda festivaler. Första gången Romeo Castellucci och Societas Raffaello Sanzio var inbjudna till Avignonfestivalen var 1996 med en radikalt omarbetad version av William Shakespeares Giulio Cesare (Julius Caesar). Därefter har de gästat festivalen 1999, 2000, 2001, 2005, 2007 och 2008, då med en omvälvande iscensättning av Inferno, Purgatorio et Paradiso efter Dante Alighieris Divina Commedia. 2011 väckte han skandal i Frankrike, inte bara i katolska kretsar, med Sul concetto di volto nel figlio di Dio om bilden av Jesus på Théâtre de la Ville i Paris. 2005 var Romeo Castellucci konstnärlig ledare för Venedigbiennalens teatersektion. Romeo Castellucci har även regisserat opera på bland andra Théâtre Royal de la Monnaie i Bryssel, Wiener Festwochen och Opéra de Paris. År 2000 prisades Castelluccis arbete som regissör då Societas Raffaello Sanzio kollektivt tilldelades det europeiska teatrerpriset Premio Europa New Theatrical Realities. Bland andra utmärkelser som Romeo Castellucci tilldelats kan nämnas den franska Ordre des Arts et des Lettres 2002 och Leone d'oro 2013 vid Venedigbiennalen för sin livsgärning inom teatern. Romeo Castellucci har utvecklat sina tankar om teater i flera böcker, däribland Il teatro della Societas Raffaello Sanzio : dal teatro iconoclasta alla super-icona 1992, på engelska The Theatre of Socìetas Raffaello Sanzio 2007.
Första gången Romeo Castellucci och Societas Raffaello Sanzio gästspelade på Bergen Internasjonale Teater var 1993 med Shakespeares Amleto (Hamlet). 2003 återkom de dit med Tragedia Endogonidia och 2008 med Hey Girl!. 2008 gästspelade de på Nationaltheatret i Oslo med The ministers black veil och 2011 på Festspillene i Bergen med Persona. 1997 gästspelade de på Kanonhallen i Köpenhamn med Orestea (Orestien) fritt efter Aischylos. 2016 deltog de på Helsingfors festspel med Go Down, Moses.